# 坎默 (肯塔基州)
坎默（英語：Canmer）是位於美國肯塔基州哈特縣的一個非建制地區。

## 地理
坎默所處的海拔為高於海平面194米（即636英呎），而該地所採用的時區為UTC-6，即北美中部時區（CST）。同時該地設有夏令時間，為UTC-6調快一小時，即UTC-5（CDT）。